# Hypothallus

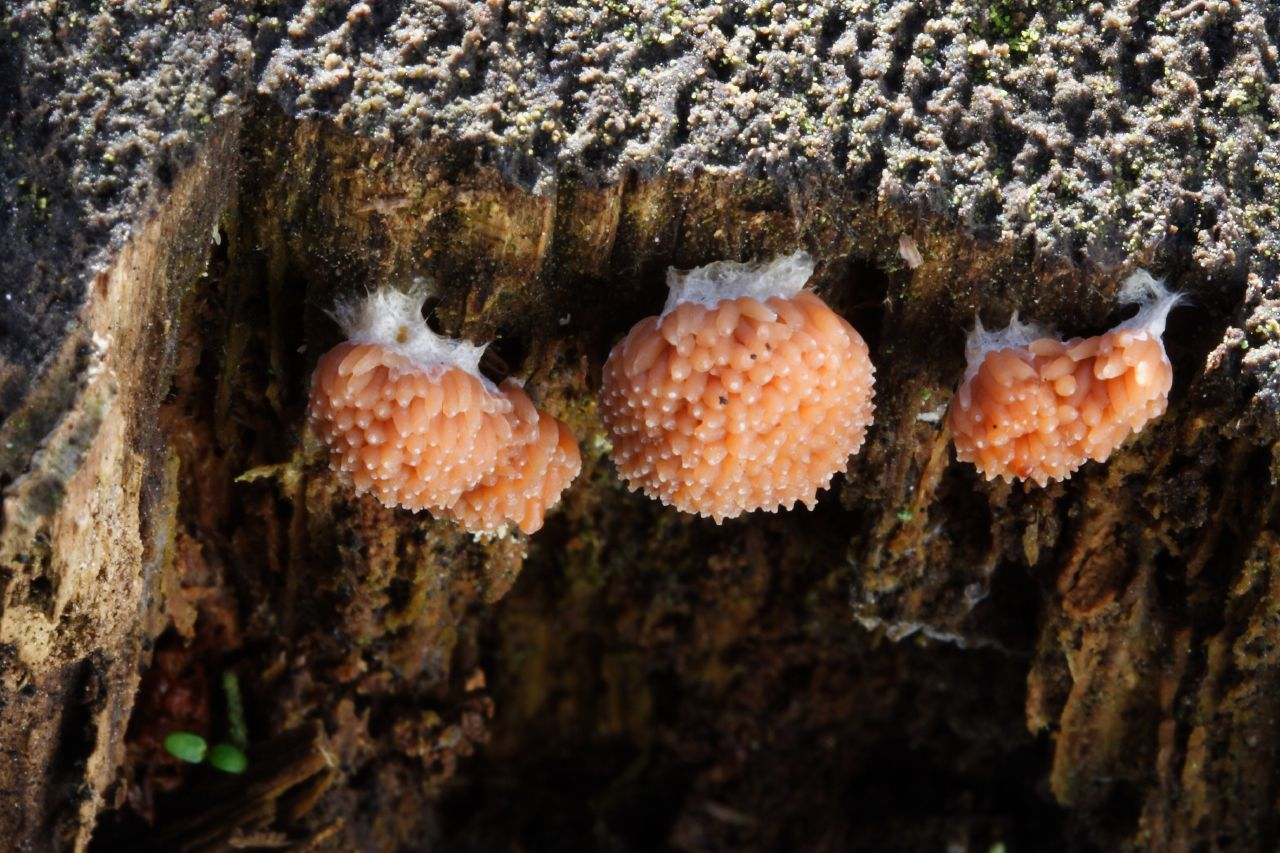
Fruchtkörper eines Schleimpilzes, vermutlich Tubifera ferruginosa. Der Hypothallus ist deutlich als schwammartiger, weißer Sockel zu erkennen.

Als Hypothallus bezeichnet man bei den echten Schleimpilzen, den Myxogastria, eine hautartige Lage, auf der der Fruchtkörper aufsitzt und der die Verbindung des Fruchtkörpers zum Untergrund darstellt. Wörtlich bedeutet der Begriff so viel wie „unter dem Thallus“.
Der Hypothallus wird vom Plasmodium zu Anfang der Fruktifikation gebildet. Je nach Art kann er häutig bis dick beziehungsweise zart bis fest sein und annähernd durchsichtig bis strahlend eingefärbt. Er ist dabei entweder abgegrenzt als Ansatz einzelner Fruchtkörper ausgestaltet oder als durchgehende Schicht, die die Ansätze zahlreicher Fruchtkörper miteinander verbindet. In seltenen Fällen fehlt er ganz.
Je nach Taxon ist er unmittelbar an der weiteren Ausbildung des Fruchtkörpers beteiligt: bei den Stemonitida kommt es zu einer sogenannten „epihypothallischen“ Entwicklung der Fruktifikation. Hierbei wird aus dem Hypothallus ein hohler, röhrenartiger Stiel (und als dessen Folge auch eine Columella) entwickelt, diese Dreiheit bildet eine morphologische Einheit. Am Stiel beziehungsweise der Columella steigt das verbleibende Plasmodium auf und bildet eine separate, die Sporen tragende, Struktur aus.
Bei allen anderen Myxogastria hingegen findet eine „subhypothallische“ Entwicklung statt. Dabei bildet der Hypothallus eine dem Plasmodium aufliegende Schicht, die bei der Fruchtbildung die Räume der einzelnen Fruchtkörper ausbildet. Da das umliegende Plasmodium dann in die Fruchtkörper einfließt, kommt der Hypothallus direkt auf dem Substrat zu liegen, schrumpft zusammen und bildet so den Ansatz des reifen Fruchtkörpers. Der Hypothallus ist hier mit dem Peridium und dem Stiel Teil einer morphologischen Einheit, die als membranöse Außenhaut der gesamten Sporen tragenden Struktur dient.
Die Epihypothallie ist eine Autapomorphie der Stemonitida und gilt gegenüber der Subhypothallie als ein primitives Merkmal.

## Nachweise
1. ↑  Beleg für den Absatz: Henry Stempen, Steven L. Stevenson: Myxomycetes. A Handbook of Slime Molds. Timber Press, 1994, ISBN 0-88192-439-3, S. 26.
2. ↑  Wolfgang Nowotny: Myxomyceten (Schleimpilze) und Mycetozoa (Pilztiere) - Lebensformen zwischen Tier und Pflanze. In: Wolfgang Nowotny (Hrsg.): Wolfsblut und Lohblüte. Lebensformen zwischen Tier und Pflanze = Myxomycetes (= Stapfia. Band 73). Linz 2000, ISBN 3-85474-056-5, S. 7–37 (deutsch, englisch, französisch, spanisch). zobodat.at [PDF]
3. ↑  Beleg für den Absatz: A.-M. Fiore-Donno, C. Berney, J. Pawlowski, S.L. Baldauf: Higher-Order Phylogeny of Plasmodial Slime Molds (Myxogastria) Based on Elongation Factor 1-A and Small Subunit rRNA Gene Sequences. In: Journal of Eukaryotic Microbiology, 52, S. 201–210, 2005.
4. ↑  Beleg für den Absatz: Wolfgang Nowotny: Myxomyceten (Schleimpilze) und Mycetozoa (Pilztiere) - Lebensformen zwischen Tier und Pflanze In: Wolfgang Nowotny (Hrsg.): Wolfsblut und Lohblüte. Lebensformen zwischen Tier und Pflanze = Myxomycetes (= Stapfia. Band 73). Linz 2000, ISBN 3-85474-056-5, S. 7–37 (deutsch, englisch, französisch, spanisch). zobodat.at [PDF]
5. ↑  A.-M. Fiore-Donno, C. Berney, J. Pawlowski, S.L. Baldauf: Higher-Order Phylogeny of Plasmodial Slime Molds (Myxogastria) Based on Elongation Factor 1-A and Small Subunit rRNA Gene Sequences. In: Journal of Eukaryotic Microbiology, 52, S. 201–210, 2005